# Psammotettix lapponicus
Psammotettix lapponicus är en insektsart som beskrevs av Ossiannilsson 1938. Psammotettix lapponicus ingår i släktet Psammotettix och familjen dvärgstritar. Enligt den finländska rödlistan är arten sårbar i Finland. Arten är reproducerande i Sverige. Artens livsmiljö är fjällängar. Inga underarter finns listade i Catalogue of Life.